# 波米奧縣
5°31′19″S 151°32′20″E / 5.522°S 151.539°E
波米奧縣（英語：Pomio District），是巴布亞新畿內亞東新不列顛省的縣份之一，位於新不列顛島，首府設於波米奧，面積11,071平方公里，2011年人口71,836，人口密度每平方公里6.5人。